# Ischnopteris commixta
Ischnopteris commixta är en fjärilsart som beskrevs av W. Warren 1900. Ischnopteris commixta ingår i släktet Ischnopteris och familjen mätare. Inga underarter finns listade i Catalogue of Life.